# Stenen werktuig

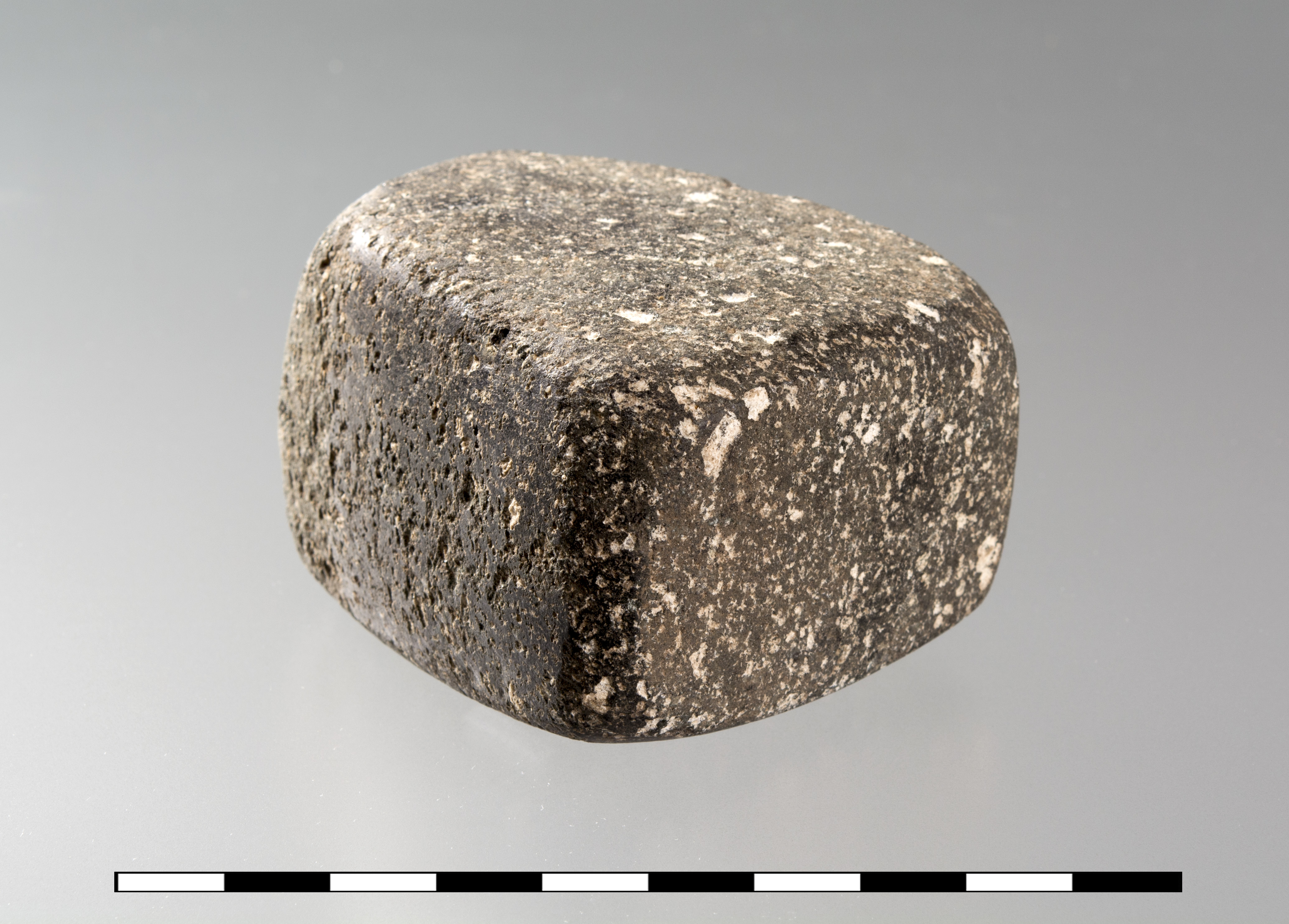
Neolithische kussensteen

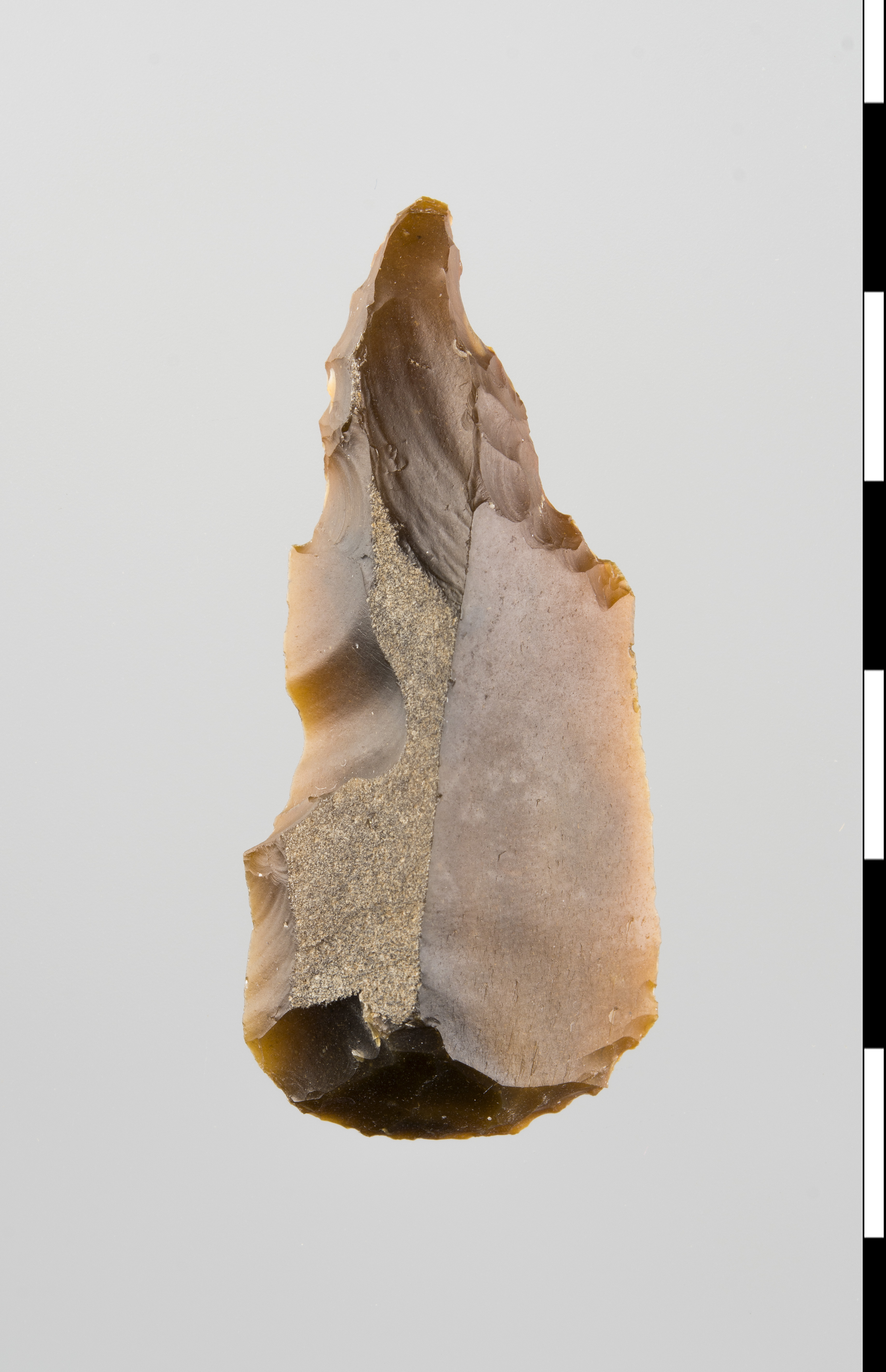
Vuurstenen combinatiewerktuig, een steker en een schrabber, paleolithisch

Stenen werktuigen zijn alle geheel of gedeeltelijk uit steen gemaakte werktuigen. Hoewel er nog steeds van stenen werktuigen afhankelijke maatschappijen en culturen bestaan, wordt het begrip meestal gebruikt in verband met de prehistorie, en dan met name de culturen uit de steentijd.
Steen is in de geschiedenis voor de vervaardiging van veel soorten werktuigen gebruikt, zoals snijwerktuigen, speerpunten, pijlpunten en bijlen. 
Dergelijke werktuigen werden bijvoorbeeld gemaakt uit cryptokristallijn materiaal zoals vuursteen, radiolariet, chalcedoon, basalt, kwartsiet en obsidiaan. Daarbij zijn twee steenbewerkings- of debitagetechnieken ontwikkeld, de kerntechniek en de afslagtechniek.
Bij de kerntechniek wordt een knol bewerkt tot het gewenste werktuig resteert, de kern. De afslag vormt het afval, en uit een knol wordt slechts één werktuig gehaald. Deze techniek werd vooral in het vroegpaleolithicum toegepast. Choppers, chopping tools en vuistbijlen zijn hiervan typische voorbeelden.
Bij de afslagtechniek vormen de afslagen geen afval, maar worden op hun beurt bewerkt tot werktuigen. Deze techniek ontwikkelde zich vanaf het middenpaleolithicum. De kling en de microkling zijn hiervan voorbeelden.
Het afslaan van stenen materiaal staat bekend als lithische reductie. Een eenvoudige vorm van reductie is om afslagen van een kernsteen te slaan met behulp van een klopsteen, of een klopper van hout of been. Als de productie van deze afslagen het doel van de reductie was, kan het resterende kernstuk (nucleus) worden weggegooid, zodra het te klein is geworden voor bruikbare afslagen. Soms vormt de resterende kern een ruwe een- of tweezijdige voorvorm, waarvan de rand met zachte tikken of met een druktechniek wordt bijgewerkt. Een complexere vorm van reductie betreft de productie van gestandaardiseerde bladen, die vervolgens tot een verscheidenheid van werktuigen zoals schrabbers, messen, sikkels en microlieten werden bewerkt.
Een aparte categorie vormen de geslepen stenen werktuigen. Deze werden belangrijk tijdens de nieuwe steentijd, toen de opkomende landbouw een nieuw type werktuig vereiste.

## Indeling
In 1969 stelde de Britse archeoloog Grahame Clark een indeling van de ontwikkeling van stenen werktuigen voor, met een volgorde van mode 1 tot mode 5. Modi 1 en 2 waren karakteristiek voor het vroegpaleolithicum, 3 voor het middenpaleolithicum, 4 voor het laatpaleolithicum en 5 voor het mesolithicum. 
Deze indeling is niet universeel. Ze geldt niet voor alle lithische industrieën, en is ook niet synchroon (gelijktijdig voorkomend) in alle door mensen bewoonde gebieden.

### Mode 1

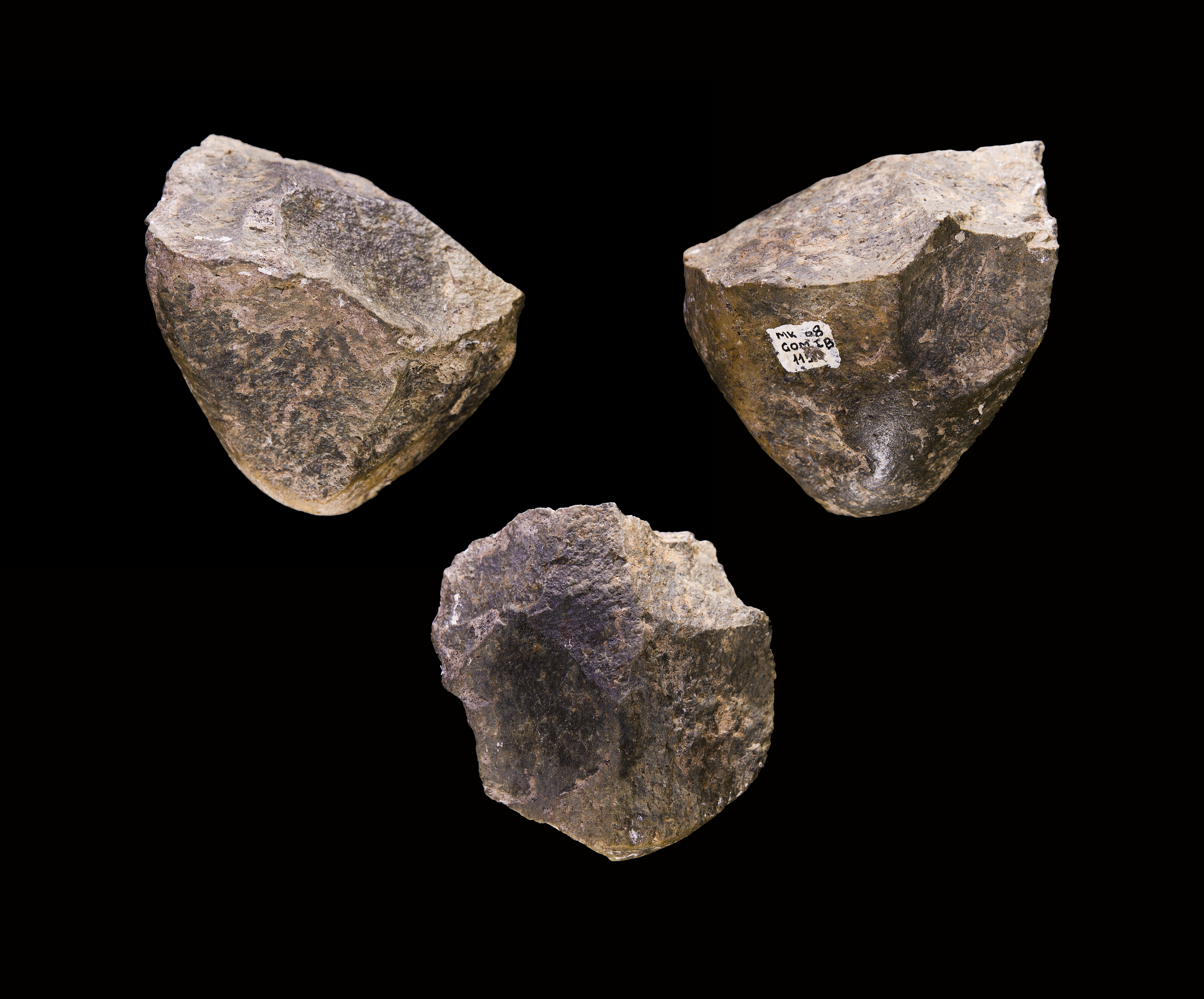
Oldowan choppers van Melka Kunture, Ethiopië

De mode 1-werktuigen omvatten de oudste door mensachtigen (hominiden) geproduceerde stenen werktuigen. Deze Oldowan-werktuigen worden gekenmerkt door hun eenvoudige constructie met overwegend kernvormen. Deze kernen waren afgeronde rivierstenen of vergelijkbare rotsen, die met een bolvormige slagsteen werden geslagen om schelpvormige (conchoidale) afslagen te veroorzaken, waarbij een rand en vaak een scherpe punt werd gecreëerd. De zo verkregen werktuigen werden eerder gebruikt om te hakken dan om te snijden, bijvoorbeeld voor het verbrijzelen van beenderen of knollen.
Het vroegste vermoedelijke gebruik van stenen gereedschap dateert van 3,4 miljoen jaar geleden. Gekerfde en gebroken beenderen werden gevonden in Dikika bij Australopithecus-resten. Bij dergelijke zeer vroege vondsten is het meestal niet duidelijk of gevonden stenen artefacten dan wel natuurlijke geofacten zijn.
De vroegst bekende algemeen erkende werktuigen zijn eenzijdig bewerkte, zogenaamde pebble tools of choppers van 2,6 miljoen jaar geleden, gevonden bij Gona in Ethiopië. Iets verder ontwikkeld zijn de tweezijdig bewerkte chopping tools vanaf bijna 2 miljoen jaar geleden.
Het Oldowan verspreidde zich over een groot deel van Afrika. De archeologen zijn het er echter niet over eens welke hominide deze werktuigen voor het eerst ontwikkelde. Sommigen speculeren dat het Australopithecus garhi was, anderen geloven dat het in feite Homo habilis was. Homo habilis maakte de werktuigen voor de langste periode van het Oldowan in Afrika, maar ongeveer 1,9-1,8 miljoen jaar geleden nam Homo ergaster het over. 
Deze steenbewerking bloeide in Zuid- en Oost-Afrika tussen de 2,6 en 1,7 miljoen jaar geleden. Homo ergaster/H. erectus verspreidde de mode 1-werktuigen verder over Afrika en in Eurazië, van Zuid-Engeland in het westen tot Java (1,8 miljoen jaar geleden) en Noord-China (1,6 miljoen jaar geleden) in het oosten.

### Mode 2

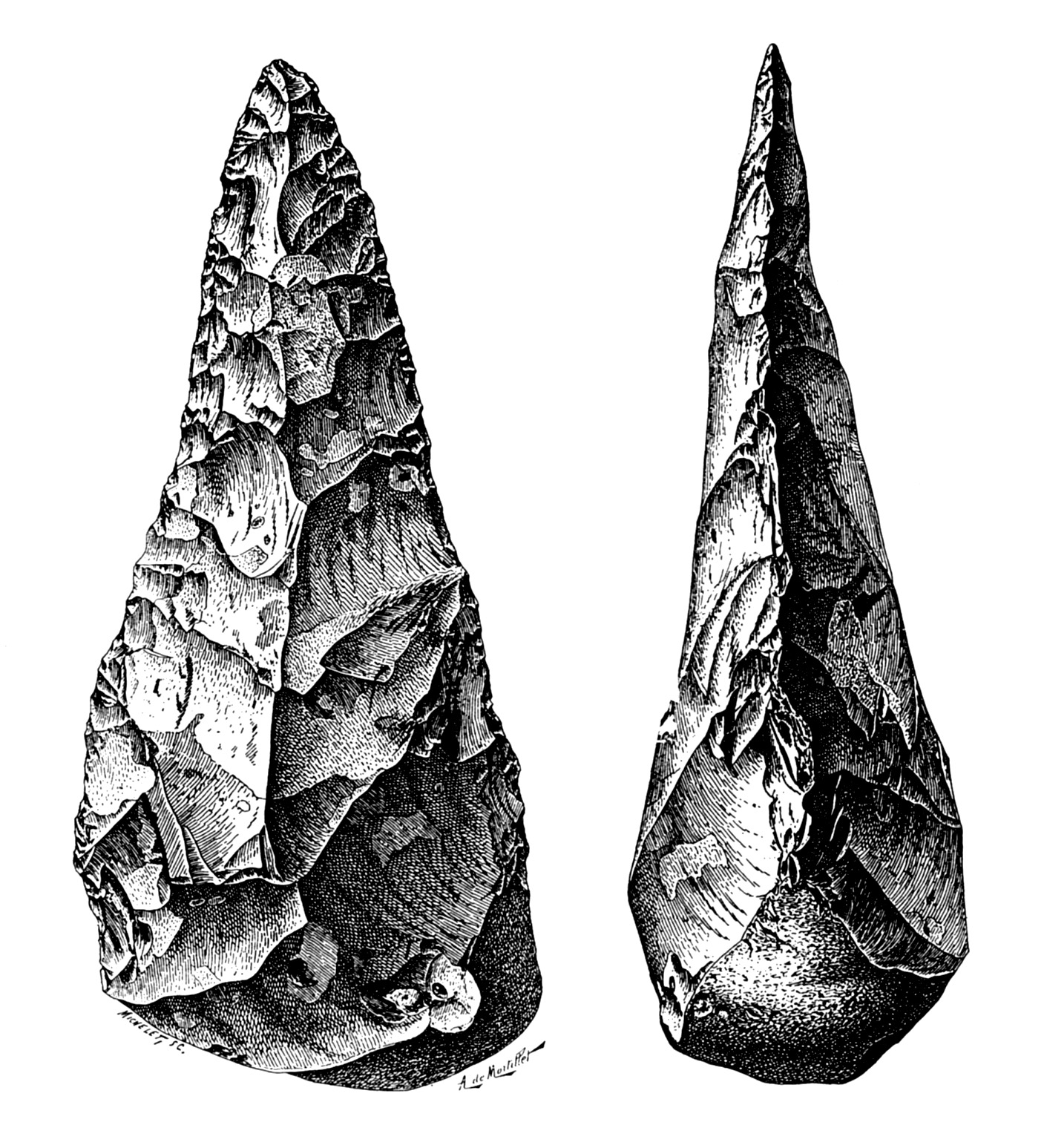
Tweezijdige vuistbijl van Saint-Acheul

Complexer mode 2-gereedschap werd ontwikkeld tijdens het acheuléen, dat zich kenmerkt door tweezijdig symmetrisch bewerkt gereedschap, met als meest opvallende vorm de vuistbijl. Het acheuléen verschijnt 1,7 miljoen jaar BP in het district Turkana van Kenia en gelijktijdig in zuidelijk Afrika.
Aanvankelijk werd het Oldowan geassocieerd met H. habilis en het acheuléen met H. erectus cq. ergaster. Later onderzoek toonde aan dat H. ergaster al lang voor het acheuléen voorkwam, en aanvankelijk mode 1-werktuigen gebruikte. In ieder geval verspreidde mode 2 zich vanuit Afrika over Eurazië, waarbij het mode 1 echter niet volledig verdrong. Met name in Oost-Azië bleven mode 1-werktuigen nog lang in gebruik, en opmerkelijk genoeg behoren ook de oudste vondsten uit de Amerika's tot mode 1.
In tegenstelling tot een mode 1-werktuig, dat het resultaat is van een vrij willekeurige, en door omstandigheden van het moment bepaalde, bewerking om een scherpe rand aan een steen te verkrijgen, is acheuléen-gereedschap het geplande resultaat van een productieproces. De steenbewerker begint met een grote kei, of een van een grotere rots afgeslagen plaat. Van deze basissteen slaat hij grote brokstukken af, voor verdere bewerking als kernen. Een kern met een rand op een aambeeldsteen zettend, slaat hij de rand met een harde steen om een ruwe vorm te verkrijgen. Deze wordt verder bewerkt met zachter gereedschap van hout of bot, om een stuk gereedschap met twee convexe oppervlakken, samenkomend in een scherpe rand, te produceren. Een dergelijk instrument wordt gebruikt als snijwerktuig; hakken zou de rand beschadigen en de hand verwonden.
Sommige mode 2-werktuigen zijn schijfvormig, andere eirond, andere bladvormig en puntig, andere langwerpig, met een stompe kant aan de ene zijde en een punt aan de andere, waarschijnlijk voor gebruik als boor.
Mode 2-werktuigen werden gebruikt voor het slachten van dieren. Ze lijken niet aan een steel bevestigd te zijn geweest en zijn daarom niet erg geschikt voor de jacht. Ze zijn over het algemeen groter dan mode 1-gereedschappen. De basissteen werd meegenomen om als een continue bron van kernen te dienen, tot ze uiteindelijk zelf werd geretoucheerd als een afgewerkt werktuig. Randen werden vaak naderhand door verder retoucheren aangescherpt.

### Mode 3

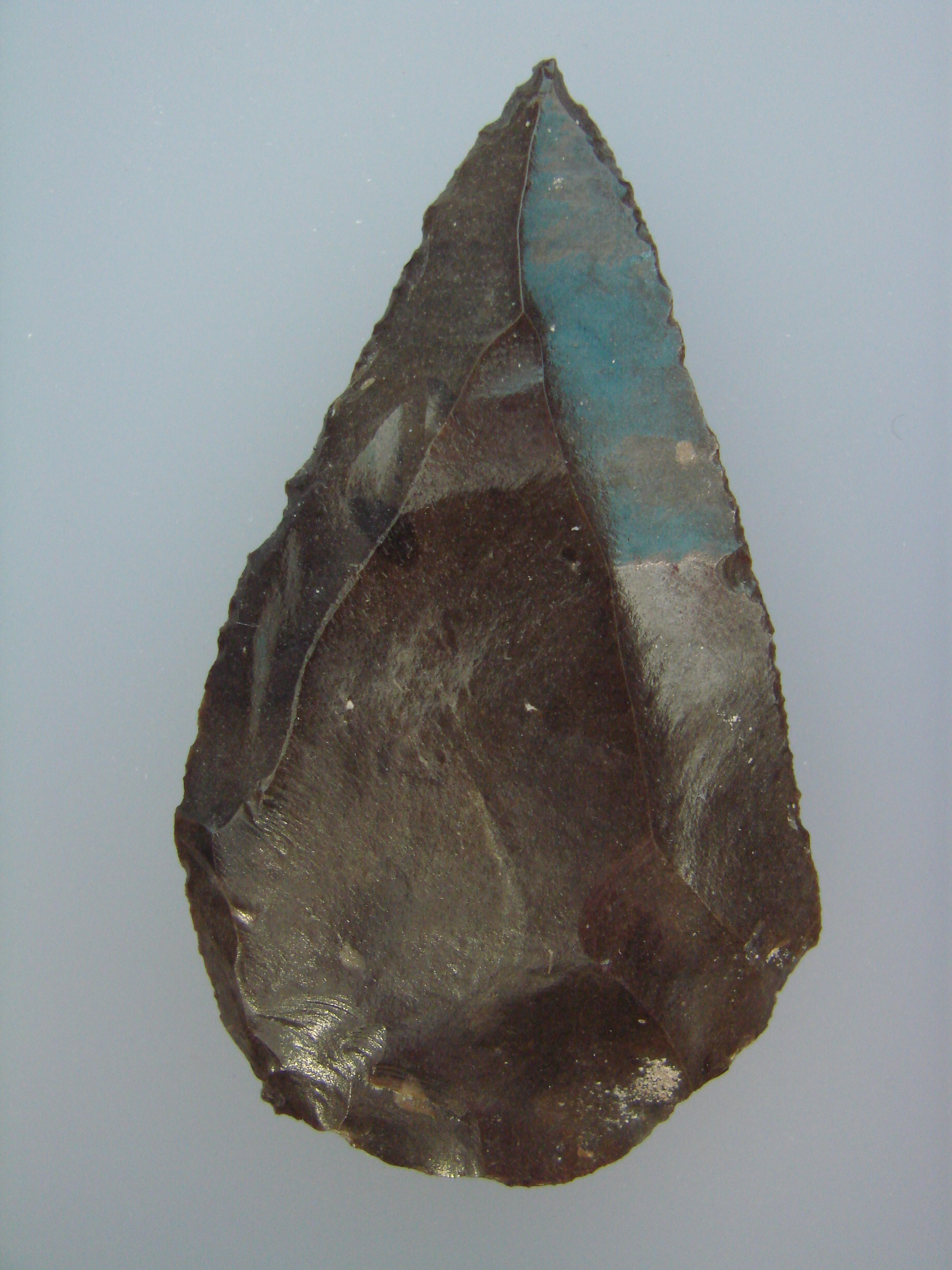
Moustérien-punt uit Syrië

Uiteindelijk werd het acheuléen in Europa vervangen door de techniek van de voorbereide kern.
Ontstaan uit het acheuleen, gebruikte het moustérien de levalloistechniek om kleinere en scherpere mesachtige werktuigen en schrabbers te produceren. Het moustérien werd ontwikkeld en voornamelijk gebruikt door de neanderthaler, en verspreidde zich met deze over Europa, West-, Zuid-, en Centraal-Azië; het ontbreekt echter in Oost-Azië.

### Mode 4

Schrabbers uit Aurignac

Tijdens het laatpaleolithicum ontstond het gebruik van lange klingen, in tegenstelling tot de eerdere schelpvormige afslagen. Typerend hiervoor is het aurignacien, een cultuur die geassocieerd wordt met de komst van de vroege moderne mens.

### Mode 5

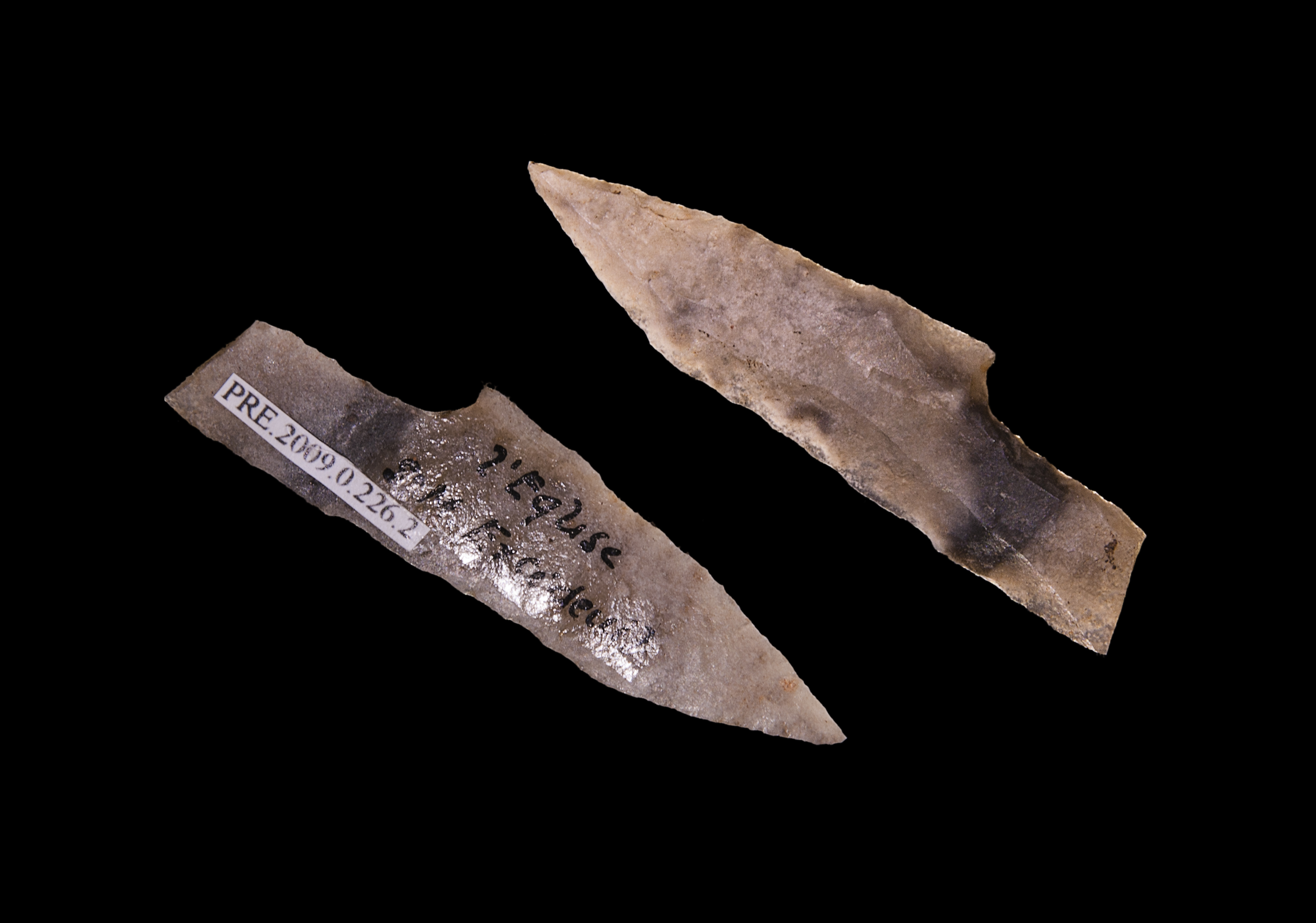
Microlithische punt uit het Solutréen

Mode 5 omvat de productie van microlieten. Deze werden gebruikt in samengestelde instrumenten, waarbij ze aan een steel bevestigd werden. Een dergelijke techniek maakt veel efficiënter gebruik van het beschikbare materiaal, maar vereist meer vaardigheid in de vervaardiging van de kleine afslagen. 
Voorbeelden zijn te vinden bij bv. het magdalénien en met name bij de mesolithische culturen.

### Geslepen steen

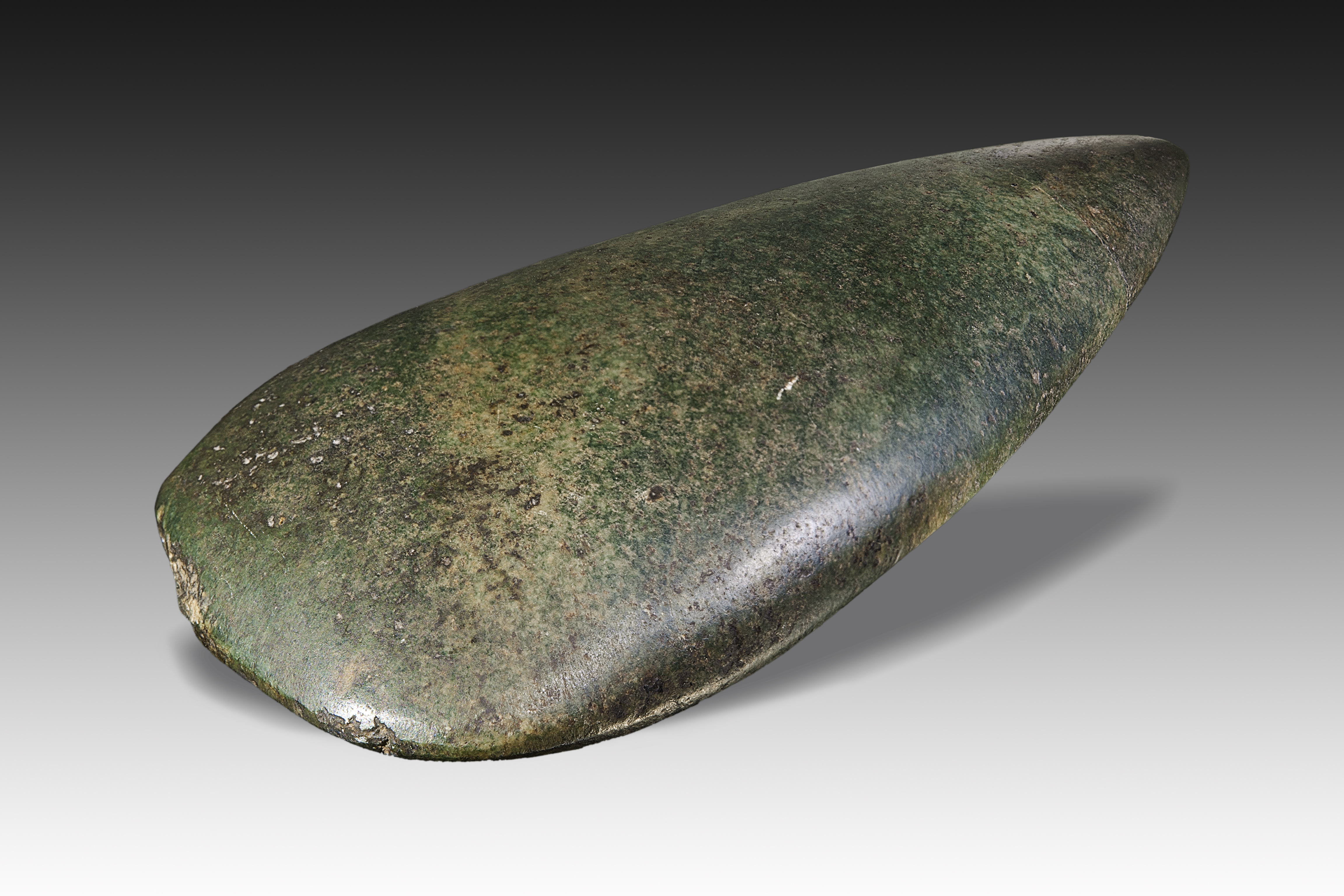
Geslepen bijl uit Niort

Geslepen stenen werktuigen verschijnen al tijdens het paleolithicum van Japan. Elders werden geslepen stenen werktuigen belangrijk tijdens het neolithicum.
Deze geslepen of gepolijste werktuigen zijn gemaakt uit grofkorreligere materialen zoals basalt, jade en jadeiet, groenschist en sommige vormen van ryoliet die niet geschikt zijn voor afslagen.
Geslepen stenen werktuigen omvatten dissels, schoenleestbijlen en andere bijlen, vervaardigd met de arbeidsintensieve en tijdrovende methode van het langdurig schuren tegen een slijpsteen oftewel polissoir, vaak met behulp van water. Geslepen stenen bijlen waren belangrijk voor het rooien van bossen tijdens de neolithische periode, toen de landbouw zich verspreidde. Ze komen zeer wijd verspreid voor en werden over grote afstanden verhandeld, omdat de beste steentypes vaak zeer lokaal voorkwamen. Het waren ook cultusobjecten, en ze werden vaak met hun voormalige eigenaren begraven.